# Hôtel de Bourbon-Condé
El hôtel de Bourbon-Condé es un Hôtel particulier ubicado en el número 12 de la rue Monsieur, en el VII Distrito París, Francia. Actualmente es propiedad de la familia Baréin.

## Historia
Fue construido entre 1781 y 1782 por Brongniart para Louis V Joseph de Bourbon-Condé 8º. de Condé, con vistas a servir de residencia a su hija, Louise Adélaïde de Bourbon., conocida como "Madame de Condé", abadesa de Remiremont, luego abadesa del Temple, fundadora en 1816 de una comunidad de benedictinos de la Adoración Perpetua del Santísimo Sacramento. En 1847, el hotel fue adquirido por la Congregación de Padres Mekhitaristas, quienes fundaron allí el Colegio Armenio Samuel Moorat, conocido como Samuel Mouradian. Inaugurado en 1846, el colegio fue cerrado en 1870. El edificio no se vendió de inmediato, pero una parte se utilizó como lugar de residencia, mientras que otra se puso a disposición de los estudiantes bajo la dirección del padre Apraham Djarian. El 24 de enero de 1880, fue vendido al Conde Chambrun. Perteneciente desde principios del siglo XX a una congregación religiosa, las Hermanas del Corazón de María, después de 1930 albergó una escuela privada, el Institut Rue Monsieur. Habiéndose vuelto inadecuado para la enseñanza y demasiado costoso de mantener, las monjas pusieron a la venta el edificio en 2007.
Con una superficie construida de 3000 m2 sobre una parcela de 5000 m2, fue vendido al Rey de Baréin en mayo de 2008 por la suma de 78 millones de euros. que emprendio obras importantes, en particular para instalar un cine y un aparcamiento.
Está clasificado como monumento histórico, con sus dependencias y su jardín, por decreto del 24 de mayo de 1939. Los bajorrelieves de Clodion que representan bacanales infantiles que adornaban la fachada del patio se conservan en el Museo del Louvre, el Museo Metropolitano de Arte de Nueva York y el Museo del Palacio de los Duques de Lorena-Lorena en Nancy.
Un panel de la Historia de París se encuentra frente a al.